# Elena Pulcini
Elena Pulcini (L'Aquila, 10 marzo 1950 – Firenze, 9 aprile 2021) è stata una filosofa italiana, docente di filosofia sociale presso l'Università degli Studi di Firenze. 
Si occupò delle trasformazioni dell'età globale e dell'individualismo contemporaneo, della teoria delle passioni e dell'etica della cura. Negli ultimi anni si interessò ai temi dell'ecologia e della giustizia intergenerazionale.

## Biografia
Si laureò in Storia delle dottrine politiche a Firenze nel 1974, e nel biennio 1976-77 studiò presso l'Ecole des Hautes Etudes en Sciences Sociales di Parigi con Charles Bettelheim. Dopo essere stata confermata ricercatrice presso il Dipartimento di filosofia dell'Università di Firenze, nel 1991 conseguì il Nouveau Doctorat presso l'Università di Paris III Sorbonne Nouvelle con una tesi su Rousseau. Dal 2001 insegnò filosofia sociale presso il Dipartimento di filosofia dell'UNIFI. Fece parte del comitato di consulenza della rivista Iride (Il Mulino), del comitato scientifico delle riviste La società degli individui (Franco Angeli Editore), Politica e società (Carocci Editore) e della rivista internazionale di filosofia e discussione pubblica Iris (Florence University Press). Nell'ambito dei suoi interessi per gli studi di genere, dal 2004 al 2007 prese parte al network europeo di ricerca "Athena" diretto da Rosi Braidotti presso l'Università di Utrecht.. Indagò temi quali emozioni, passioni, giustizia, cura, vulnerabilità, etc.
Elena Pulcini morì il 9 aprile 2021, all'età di 71 anni, per complicazioni da COVID-19.

## Opere

### Saggi
- Tra cura e giustizia. Le passioni come risorsa sociale, Bollati Boringhieri, Torino ISBN 9788833935492 (2020)
- «Specchio, specchio delle mie brame…». Bellezza e invidia (2017)
- Responsabilità, uguaglianza, sostenibilità. Tre parole-chiave per interpretare il futuro (con S. Veca e E. Giovannini, 2017)
- Care of the World. Fear and responsibility in the Global Age, Springer, Dordrecht, ISBN 9400744811 (2012)
- The Individual without Passions. Lanham: Lexington (Rowan and Littlefield), ISBN 0739166573 (2012)
- Violenza e vulnerabilità. Riflessioni sul film 'Nella valle di Elah' . In B. Giacomini, F. Grigenti, L. Sanò, La passione del pensare, dialogo con Umberto Curi, pp. 185-194, Mimesis, Milano, ISBN 9788857506234 (2011)
- Invidia. La passione triste, Il Mulino, Bologna, ISBN 9788815146625 (2011)
- La cura del mondo. Paura e responsabilità in età globale,  Bollati Boringhieri, Torino, ISBN 9788833920139 (2009), primo Premio di Filosofia "Viaggio a Siracusa"[10]
- Il potere di unire. Femminile, desiderio, cura, Bollati Boringhieri, Torino, ISBN 8833914828 (2003)
- L'individuo senza passioni. Individualismo moderno e perdita del legame sociale, Bollati Boringhieri, Torino, ISBN 8833913201 (2001)
- Amour-passion et amour conjugal. Rousseau et l'origine d'un conflit moderne, Champion-Slatkine,  Paris-Genève, ISBN 285203784X (1998)
- Amour-passion e amore coniugale. Rousseau e l'origine di un conflitto moderno, Marsilio, Venezia, ISBN 8831753754 (1990)
- La famiglia al crepuscolo, Editori Riuniti, Roma, ISBN 8835931088 (1987)

### Curatele
- Filosofie della globalizzazione con Dimitri D’Andrea (2001)
- Umano post-umano. Potere, sapere, etica nell’età globale, con Mariapaola Fimiani e Vanna Gessa Kurotschka (2004)
- Cura ed emozioni. Un’alleanza complessa, con Sophie Bourgault (2018)